# 陽関
陽関（ようかん, Yangguan）は中華人民共和国甘粛省敦煌市の南西約70kmにある、かつて建設されたシルクロードの重要な堅固な関所の1つであり、ここから先が西域となる。
併せて設置された玉門関より南に位置し、そのため「陽関」と称された。玉門関と併せて「二関」と呼ばれる。漢代に武帝が河西回廊を防衛する目的で建設した、西域交通南ルートのでの要所であった。
陽関は、中国で古代より孤独な生活を思い詠嘆する地で、特に唐代の詩人王維の詩「送元二使安西（元常の安西に使ひするを送る）」が有名である。「西出陽関無故人（西のかた 陽関を出づれば故人無からん）」の句は三度繰り返し吟じられることが多く、「陽関三畳」と呼ばれる。

## 位置
中国本土とタリム盆地を繋ぐ河西回廊。陽関は回廊出口に位置する。